# Districte de Sabra
El districte de Sabra és una de les 20 unitats administratives en què es divideix la província de Tlemcen, a Algèria. La capital del districte és la població de Sabra.